# Фольктроніка
Фольктроніка (англ. Folktronica) також відомий як електро-фольк (англ. electro-folk) — жанр музики, що включає різні елементи народної музики та електроніки, часто містять у собі використання акустичних інструментів — особливо струнних інструментів — та містять хіп-хоп, електронні та танцювальні ритми, хоча він змінюється залежно від впливів та вибору звуків.

## Історія
Цей жанр з'явився у 2000—2001 році. Згідно з Енциклопедією сучасної музики The Sunday Times Culture, основними альбомами жанру є «Pause» (2001), «Mother's Daughter and Other Songs» (2005) і «The Milk of Human Kindness» (2005).
Серед відомих та впливових виконавців, що використовують, щонайменше, елементи фольктроніки, можна відзначити: Alt-J, Bon Iver, Zhenjah, Nikola Cruz, El Buho, Бен Говард.
Дослідницький товариш Ешгейту до популярної музикології описує фольктроніку як «загальноприйнятий для всіх виконавців, які поєднують механічні танці з елементами акустичного року чи фолку».

## Фольктроніка в Україні
До жанру фолктроніки зараховують український гурт Go-A, що представляв Україну на пісенному конкурсі «Євробачення-2021» із піснею «Шум», що посіла 5 місце у фіналі й 1 місце у світовому чарті «Spotify Top Viral».